# 暗綠灰蘚
暗綠灰蘚（学名：Hypnum tristo-viride）为灰蘚科灰蘚屬下的一个种。

## 扩展阅读
- 維基物種上的相關：暗綠灰蘚